# 気象通報
気象通報（きしょうつうほう）は、気象観測の成果あるいは気象に関する情報を、ラジオ放送、無線電話、テレホンサービス、インターネットなどで提供するものである。

## 概要
日本では気象庁の漁業気象通報、漁業無線気象通報、鉄道気象通報、電力気象通報、大気汚染気象通報、火災気象通報、農業気象通報、海上保安庁の船舶気象通報がある。このうち気象庁発表の漁業気象通報等は、NHKラジオ第2放送で毎日16時から「気象通報」として放送されている。

## 気象庁の気象通報
気象庁は気象業務法等の法令に基づいて各種の気象通報を発表している。
気象庁が発表した日本全国各地と周辺近隣諸国主要都市の天気と気温、並びに気象庁海洋気象ブイと船舶からの天気（NHKの気象通報は船舶からの報告のみ）、漁業気象通報はそれぞれ「気象通報」としてNHKラジオ第2放送（以下、ラジオ第2放送）で毎日1回16時から放送されている。
船舶、航空機などに気象資料を迅速に提供するため、「気象無線模写通報」（JMH）がラジオファクスの送信形式で短波で放送され、天気図や予報資料が画像で受信できる。
以前は航空用気象無線模写放送（JMJ）があったが、2001年に廃止されている。

### 種類
気象庁が発表する気象通報は次の7種類がある。
- 漁業気象通報
- 漁業無線気象通報（根拠法令：気象業務法）
- 鉄道気象通報（根拠法令：気象業務法）
- 電力気象通報（根拠法令：気象業務法）
- 大気汚染気象通報（根拠法令：大気汚染防止法）
- 火災気象通報（根拠法令：消防法）
- 農業気象通報（根拠法令：気象業務法）

### ラジオ番組
NHKのラジオ第2放送で、1日1回、12時（日本時間。以下、全て24時間表記）発表分の天気を、16時台に放送する（放送時間の詳細は後述）。放送される「各地の天気」と「漁業気象」の原稿は、放送当日の18時10分頃に気象庁のウェブサイトに掲載される。1週間分の放送原稿が閲覧可能であるが、18:10以前に一番古い原稿は消去される。
ラジオの気象通報により各地点の実況・天気概況を知ることができる。放送された各地点のデータを「ラジオ用地上天気図用紙（NHK第2 気象通報受信用）」に記入して地上天気図を作成すると天気が予測可能となる。
天気図用紙はNo.1、No.2、携帯用があり、No.1はデータを記入する一覧表と地図、No.2は地図のみが記載されている。No.1が初心者向けとされている。携帯用は難易度が高く、登山者向きに作られている。
ラジオNIKKEI第1放送で「気象通報・海上気象解説」として、毎日15分間放送されていた時代がある。当初は5時30分 - 5時45分・12時20分 - 12時35分・23時00分 - 23時15分で、12時台の放送は低気圧や高気圧などの位置や気圧は気象庁発表のデータを、5時台の放送は前日21時の位置を元に新日本海洋気象が推定したデータを放送していた。23時台の放送はNHKの22時放送の漁業気象の原稿を読み上げていた。この時期は固定船ビクターなどのアナウンスもあったが、23時台の放送がなくなり、その後、東京証券取引所の後場開始時刻変更に伴って5時30分 - 5時45分（3時発表分）に移行し、2005年3月31日の放送を最後に終了している。日本山岳会の提供により夏冬の5時台の放送前に、850mb・700mbの高層天気図作成のための「夏山高層気象」や「冬山高層気象」が放送されていた。

#### 放送時間
1928年11月5日に現在のNHKラジオ第2で放送開始。
- 16時00分 - 16時20分（12時発表分）

2014年3月31日の改編で、放送が16時一回のみとなり、9時台（6時発表分）と22時台（18時発表分）の放送は3月30日に廃止された。
長らくアナウンサーによる生放送での読み上げが行われていたが、2016年4月からは原則として合成音声（瀬田光彦元アナウンサーの録音素材を元に生成したもの）による自動放送に変更された。
放送中止は、緊急警報放送などでラジオ第2放送が緊急放送を行う場合に限られている。例として2006年11月15日（水曜日）22時放送分と2011年3月11日（金曜日）16時放送分から3月12日（土曜日）は放送中止となった。2013年2月6日はソロモン諸島で起きた大地震による津波注意報の発表により、16時から4分間と、16時10分から3分間、ラジオ全チャンネル共通の津波注意報関連の放送をして漁業気象の一部（等圧線など）が割愛された。

#### 番組構成
各地の天気→船舶からの報告→漁業気象と続く。
番組冒頭で原則、「この時間は、気象庁発表の今日正午の気象通報をお伝えします。はじめに、各地の天気です。石垣島では……」と始める。以前は近隣外国の予報を伝えるところ（大体セベロクリリスクとハバロフスクの中間）で「引き続き、今日正午の天気をお伝えしています」と断りを入れる場合もあったが、アナウンスの合成音声化により現在は無くなっている（気象庁公式サイトに掲載される放送原稿文には含まれている）。
1993年ごろまでは冒頭で概況アナウンスを伝えていたが、漁業気象等の情報量の増加に伴い省略され、最初から「今日○時現在の各地の天気」に入る。アナウンサーによる生読みだった頃には、台風などが接近し情報量が多い場合は「情報量が多いので、少し早口でお伝えしていきます」などと説明することもあった。
1. 各地の天気
東アジア各地の天気
2. 船舶からの報告
船舶からの報告は、1992年までは「気象庁海洋ブイおよび船舶の報告」と読み上げ、称していた。「この時間は○か所からです」と断りを入れる。船舶からの報告では、気温だけが放送されない。他の要素は陸上の観測地点と同じ。
3. 漁業気象
台風や日本近海に接近したハリケーンのほか、低気圧、高気圧、前線の位置及び海上警報に準ずる風速、濃霧が発生している海域の状況、日本付近を通る等圧線の位置を数本報告。台風が日本に接近または上陸している場合は、定時の発表時刻の1時間後の台風情報も放送する。
4. 海上保安庁からのお知らせ
日本付近を航行中の船舶に向けて海上自衛隊やアメリカ軍の訓練が行われる海域の詳細（航行警報）、黒潮などの「海流推測」などの情報を提供していたが、2013年3月31日に終了した[注 5]。

2013年5月23日22時放送の18時の漁業気象の原稿が、当日6時の原稿を誤って読み上げた。このことについて、翌24日の16時放送の正午の漁業気象の原稿を読み上げる前に、前日22時放送の気象通報の中で漁業気象の原稿を誤って読み上げたことを詫びる趣旨の放送があった。放送原稿の取り違えは、アナウンサーが生読みしていた時は、数年に一度みられた。
終了時は「気象庁発表の、今日正午の気象通報をお伝えしました」とアナウンスされて終わる（2013年頃までは最後に「NHK」とアナウンスする場合があった）。その後、放送終了後となる16時19分55秒に、NHK各放送局のコールサインのIDが流れ、次の番組に移る。
気象通報における、気象要素の読み上げには定まった様式がある。気圧の単位には現在は「ヘクトパスカル」が用いられているが、1992年11月30日までは「ミリバール」と読み上げていた。この単位の変更は1954年に定められた「国際度量衡（こくさい・どりょうこう）総会」で、気圧単位をヘクトパスカル（hpa）とする取り決めが決まっていたが、日本では長年尺貫法（1958年原則廃止）を適用したことにより長年独自の単位としてミリバール（mb）、さらに戦前は「mmHg」（ミリ水銀柱）の単位を使用していたが、国際的な単位にそろえるという観点でhPaに統一された。

##### 各地の天気
各地の天気は「（観測地名）では、（風向）の風、風力（数値）、（その時点の天気）、（気圧）ヘクトパスカル、（気温）度」と読み上げる。
- 風向

北、北北東、北東、東北東、東、東南東、南東、南南東、南、南南西、南西、西南西、西、西北西、北西、北北西の16方位を用いる。
- 風力

気象庁風力階級による。天気図用紙（No.1様式）は記入例が示されている。
- 天気

快晴、晴れ、くもり、煙霧、ちり煙霧、砂じんあらし、地ふぶき、霧、霧雨、雨、雨強し、にわか雨、みぞれ、雪、雪強し、にわか雪、あられ、ひょう、雷、雷強し、天気不明の21種類。ただし、自動天気観測の導入されている地点では天気については、「雷」は通報せず、「快晴」は「晴れ」、「ちり煙霧」「砂塵嵐」は「煙霧」、「地吹雪」は「雪」で一律化されている（風向・風力・気圧の測定や天気図の記入方法に特に変更はない）。
- 気圧

1000hPaを超える場合は下二桁のみ、1000hPa以下はすべての数値を読み上げる。ただし、各地の天気の最初の石垣島に限りすべての数値を読み上げている。
- 気温

マイナスの場合は、氷点下（気温）と読み上げていたが、2019年12月2日放送分からマイナスに改められた。
石垣島（と船舶の報告における最初の報告地点）は放送の最初に伝える観測地点であるため、後続の地点の参考になるよう各気象要素名（天気/天候、気圧、気温）を告げる。なお、観測状況により部分的な記録不明となる場合があるが、この場合は「天気不明」として放送する。また、報告自体がない場合は「入電なし」として放送する。
中国国内の観測地点では、2019年12月3日21時（日本時間）から大気現象の観測を自動化したことにより、「天気不明」が連続する放送を聞くことができるが、視程障害現象や「雨」や「みぞれ」といった降水現象がある場合には天気が通報される。
| 観測地             | 位置                                   | 備考 |
| ------------------ | -------------------------------------- | --- |
| 石垣島             | 沖縄県石垣市                           | 2020年2月4日付けの通報より自動天気観測導入。 |
| 那覇               | 沖縄県那覇市                           | 2024年3月27日付けの通報より自動天気観測導入。 |
| 南大東島           | 沖縄県島尻郡南大東村                   | 2020年2月4日付けの通報より自動天気観測導入。 |
| 名瀬               | 鹿児島県奄美市（奄美大島）             | 2020年2月4日付けの通報より自動天気観測導入。 |
| 鹿児島             | 鹿児島県鹿児島市                       | 2024年3月27日付けの通報より自動天気観測導入。 |
| 福江               | 長崎県五島市（五島列島・福江島）       | 2009年10月1日付けの通報より自動天気観測導入。 |
| 厳原               | 長崎県対馬市（対馬）                   | 2009年10月1日付けの通報より自動天気観測導入。 |
| 足摺岬             | 高知県土佐清水市                       | 2007年10月1日付けの通報より自動天気観測導入。 |
| 室戸岬             | 高知県室戸市                           | 2008年10月1日付けの通報より自動天気観測導入。 |
| 松山               | 愛媛県松山市                           | 以前は広島。2020年2月4日付けの通報より自動天気観測導入。 |
| 浜田               | 島根県浜田市                           | 2007年10月1日付けの通報より自動天気観測導入。 |
| 西郷               | 島根県隠岐郡隠岐の島町（隠岐島島後島） | 2008年10月1日付けの通報より自動天気観測導入。 |
| 大阪               | 大阪府大阪市                           | |
| 潮岬               | 和歌山県東牟婁郡串本町                 | 2009年10月1日付けの通報より自動天気観測導入。 |
| 八丈島             | 東京都八丈町                           | 2009年10月1日付けの通報より自動天気観測導入。 |
| 大島               | 東京都大島町                           | 2009年10月1日付けの通報より自動天気観測導入。 |
| 御前崎             | 静岡県御前崎市                         | 2010年10月1日付の通報より自動天気観測導入。 |
| 銚子               | 千葉県銚子市                           | 2019年2月1日付けの通報より自動天気観測導入。 |
| 前橋               | 群馬県前橋市                           | 2019年2月1日付けの通報より自動天気観測導入。 |
| 小名浜             | 福島県いわき市                         | 2008年10月1日付けの通報より自動天気観測導入。2011年3月11日に発生した東北地方太平洋沖地震で被害を受け、入電が3月11日18時から12日12時まで、および15日18時から18日12時まで途切れた。 |
| 輪島               | 石川県輪島市                           | 2010年10月1日付の通報より自動天気観測導入。 |
| 相川               | 新潟県佐渡市（佐渡島）                 | 2007年10月1日付けの通報より自動天気観測導入。 |
| 仙台               | 宮城県仙台市                           | 以前は石巻。2024年3月27日付けの通報より自動天気観測導入。 |
| 宮古               | 岩手県宮古市                           | 2007年10月1日付けの通報より自動天気観測導入。2011年3月11日に発生した東北地方太平洋沖地震で被害を受け、入電が3月11日18時から4月1日12時まで、および4月8日12時から11日12時まで途切れた。 |
| 秋田               | 秋田県秋田市                           | 2020年2月4日付けの通報より自動天気観測導入。 |
| 函館               | 北海道函館市                           | 2020年2月3日付けの通報より自動天気観測導入。 |
| 浦河               | 北海道浦河郡浦河町                     | 2009年10月1日付けの通報より自動天気観測導入。 |
| 根室               | 北海道根室市                           | 2010年10月1日付の通報より自動天気観測導入。 |
| 稚内               | 北海道稚内市                           | 2020年2月3日付けの通報より自動天気観測導入。 |
| ポロナイスク       | ロシア連邦サハリン州、南樺太地域       | 旧地点名シスカ（敷香）のロシア名。代替地点はアレクサンドロフスク。 |
| セベロクリリスク   | ロシア連邦サハリン州、千島列島         | 旧地点のマツア島（松輪島）やウルップ島より北東寄りで、旧副通報地点の「パラムシル島」にある日本領時代には柏原と呼ばれた街。代替地点はオゼルナヤ。 |
| ハバロフスク       | ロシア連邦ハバロフスク地方             | |
| ルドナヤプリスタニ | ロシア連邦沿海地方                     | 1995年、観測所の移設に伴い、旧地点「テチューヘ」から変更。 |
| ウラジオストク     | ロシア連邦沿海地方                     | 旧地点名「ウラジオ」（浦塩）。 |
| ソウル             | 大韓民国ソウル特別市                   | 代替地点は仁川（インチョン）。 |
| ウルルン島         | 大韓民国慶尚北道                       | 「鬱陵島」の韓国語読み（以前は「ウツリョウトウ」）。代替地点は浦項（ポハン）。 |
| プサン             | 大韓民国釜山広域市                     | 「釜山」の韓国語読み（以前は「フザン」）。 |
| モッポ             | 大韓民国全羅南道                       | 木浦の韓国語読み。 |
| チェジュ島         | 大韓民国済州特別自治道                 | 「済州島」の韓国語読み（以前は「サイシュウトウ」）。 |
| 台北               | 台湾（中華民国）                       | |
| 恒春               | 台湾                                   | 代替地点は台中。 |
| 長春               | 中華人民共和国吉林省                   | 2019年12月4日の通報より自動天気観測導入。 |
| 北京               | 中華人民共和国北京市                   | 2019年12月4日の通報より自動天気観測導入。 |
| 大連               | 中華人民共和国遼寧省                   | 2019年12月4日の通報より自動天気観測導入。 |
| チンタオ（青島）   | 中華人民共和国山東省                   | 2019年12月4日の通報より自動天気観測導入。 |
| 上海               | 中華人民共和国上海市                   | 毎月30日の18時の発表は入電なし。2019年12月4日の通報より自動天気観測導入。 |
| 武漢               | 中華人民共和国湖北省                   | 旧地点名「漢口」の現市名。2019年12月4日の通報より自動天気観測導入。 |
| アモイ（廈門）     | 中華人民共和国福建省                   | 2019年12月4日の通報より自動天気観測導入。 |
| 香港               | 中華人民共和国香港特別行政区           | 現在は香港国際空港。2019年12月4日の通報より自動天気観測導入。 |
| バスコ             | フィリピン共和国                       | 代替地点はラワーグ（2010年10月5日バスコからの入電が再開されるまで、ラワーグからの入電のみが続いた）。 |
| マニラ             | フィリピン共和国                       | 観測場所はニノイ・アキノ国際空港。 |
| 父島               | 東京都小笠原村                         | 2019年4月1日の通報より自動天気観測導入。 |
| 南鳥島             | 東京都小笠原村                         | 2001年12月3日から追加。2006年8月下旬に南鳥島に接近した台風12号により事前に南鳥島気象観測所の職員が避難したため、2006年9月1日から入電なしの状態が続いていたが、同年9月29日から風向・風速、気圧、気温の観測を再開した。その後も天気は欠測が続いたが、再開されないまま2009年4月1日に天気の観測は終了となった。 |
| 富士山             | 静岡県富士宮市                         | 2004年より気温のみ。測候所稼動時は風向・風力・風速・天候（12時のみ）の入電があった。 |

##### 船舶の報告
「船舶の報告」では、遠洋漁業従事船などから漁業無線局経由で上がって来る報告を読み上げる。（海域名）、（緯度・経度）、以下気温の報告がない他は陸上の観測と同じ。海洋気象ブイは気圧のみ観測するなどの理由により、不明箇所が多い。2つ目からは千の位と百の位は省略される（3桁の気圧以外のとき）。

##### 漁業気象
漁業気象では、台風・低気圧・高気圧の位置と勢力、進行方向が、前線の場合は位置のみが報じられる。なお、前線を伴った低気圧については、低気圧の位置とは別に前線の位置を放送する場合もある。他には、強風が吹いている海域や濃い霧が発生している海域（海上警報）も報じられる。台風や勢力の強い低気圧（最大風速が25メートル以上）及び勢力が強くなる可能性がある低気圧の場合は予報円の位置と大きさも発表される（12時間後、24時間後 台風と熱帯低気圧の場合は「70パーセントの確率で」というアナウンスも入る）。最後に日本付近を通る主な等圧線の位置を報じる。
- 北緯と東経は2つ目以降は読み上げを省略することが多いが、西経は誤認を防ぐため省略せずに必ず読み上げる。2つ以上等圧線を紹介する場合は区切りをつけて紹介する。

### 気象無線模写通報

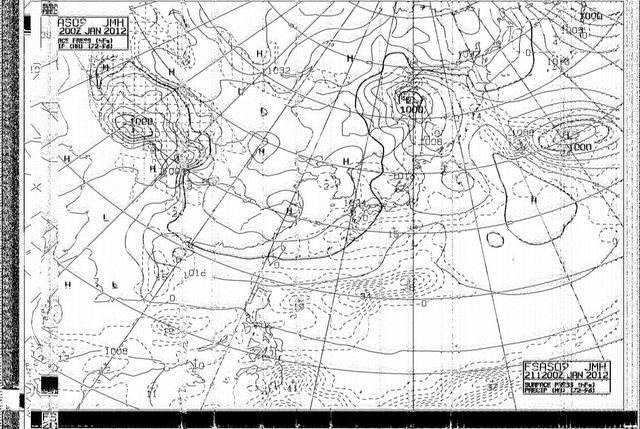
通報の受信例

気象庁が日本列島近海を航行する船舶向けに各種通報をラジオファクシミリで放送している。電波法令上は特別業務の局による同報通信。
- 1958年（昭和33年）3月：臼井送信所（千葉県佐倉市。NTTファシリティーズの「F佐倉太陽光発電所」に変わっており現存しない）から送信開始
- 1986年（昭和61年）7月：名崎送信所（現：茨城県古河市）に移転
- 2009年（平成21年）3月4日：鹿児島県漁業無線局（鹿児島県南九州市）に移転する。名崎送信所は廃局
- コールサイン　JMH、JMH2、JMH4
- 周波数　3622.5kHz、7795.0kHz、13988.5kHz
- 復調するには以下の機材が必要。

音源ボードを装着したうえでFAXデコードソフトをインストールしたパソコンおよび、SSBもしくはRTTYの信号を用いた短波帯の電波が受信可能な無線機／受信機。
日本以外にも、気象無線模写通報を送信している国が多く、条件がそろえば日本内陸でも受信することができる。
| UTC | JST | Minute | 通報内容                                                               | 通報内容 | 備考                                         |
| --- | --- | ------ | ---------------------------------------------------------------------- | -------- | -------------------------------------------- |
| 15  | 00  | 20〜39 | ASAS（UTC12）                                                          | 再放送   |                                              |
| 15  | 00  | 40〜59 | WTAS12（UTC12）                                                        | 再放送   | 台風時                                       |
| 16  | 01  | 00〜19 | COPQ1                                                                  | 再放送   | 毎週火曜日及び金曜日                         |
| 16  | 01  | 20〜39 | AWPN（UTC12） 外洋波浪解析（アジア）                                   |          |                                              |
| 16  | 01  | 40〜59 | AUAS50（UTC12） 500hPa高度・気温解析（アジア）                         |          |                                              |
| 17  | 02  | 00〜19 | AUAS85（UTC12） 850hPa高度・気温解析・湿数（アジア）                   |          |                                              |
| 17  | 02  | 19〜38 | AWJP（UTC12） 沿岸波浪解析（アジア）                                   |          |                                              |
| 17  | 02  | 39〜50 | FUFE502（UTC12） 500hPa高度、渦度24時間予想（極東）                    |          |                                              |
| 17  | 02  | 39〜50 | FSFE02 地上気圧、降水量24時間予想（極東）                              |          |                                              |
| 18  | 03  | 10〜21 | FUFE503（UTC12） 500hPa高度、渦度36時間予想（極東）                    |          |                                              |
| 18  | 03  | 10〜21 | FSFE03 地上気圧、降水量36時間予想（極東）                              |          |                                              |
| 18  | 03  | 21〜32 | FXFE572（UTC12） 500hPa気温、700hPa湿数24時間予想（極東）              |          |                                              |
| 18  | 03  | 21〜32 | FXFE782 850hPa気温、風、700hPa上昇流24時間予想（極東）                 |          |                                              |
| 18  | 03  | 32〜43 | FXFE573（UTC12） 500hPa気温、700hPa湿数36時間予想（極東）              |          |                                              |
| 18  | 03  | 32〜43 | FXFE783 850hPa気温、風、700hPa上昇流36時間予想（極東）                 |          |                                              |
| 18  | 03  | 50〜09 | FWPN07（UTC12） 外洋波浪12・24・48・72時間予想                         |          |                                              |
| 19  | 04  | 10〜29 | 静止気象衛星雲写真（UTC18）                                            |          |                                              |
| 19  | 04  | 30〜49 | FSAS24（UTC12） 海上悪天24時間予想                                     |          |                                              |
| 19  | 04  | 50〜09 | WTAS12（UTC18） 台風予報120時間（アジア）                              |          | 台風時                                       |
| 20  | 05  | 10〜29 | FWJP（UTC12） 沿岸波浪24時間予想                                       |          |                                              |
| 20  | 05  | 40〜59 | ASAS（UTC18） 地上解析（アジア）                                       |          |                                              |
| 21  | 06  | 00〜19 | FSAS48（UTC12） 海上悪天48時間予想                                     |          |                                              |
| 21  | 06  | 20〜39 | ASAS（UTC18）                                                          | 再放送   |                                              |
| 21  | 06  | 40〜59 | WTAS12（UTC18）                                                        | 再放送   | 台風時                                       |
| 22  | 07  | 00〜19 | FSAS04（UTC12） 地上気圧､降水量48時間予想（アジア）                    |          |                                              |
| 22  | 07  | 00〜19 | FSAS07（UTC12） 地上気圧､降水量48時間予想（アジア）                    |          |                                              |
| 22  | 07  | 20〜39 | FWPN（UTC12） 外洋波浪24時間予想                                       |          |                                              |
| 23  | 08  | 00〜19 | FSAS24（UTC12）                                                        | 再放送   |                                              |
| 23  | 08  | 20〜39 | AWJP（UTC12）                                                          | 再放送   |                                              |
| 23  | 08  | 40〜59 | FSAS48（UTC12）                                                        | 再放送   |                                              |
| 00  | 09  | 00〜19 | FSAS04（UTC12）                                                        | 再放送   |                                              |
| 00  | 09  | 00〜19 | FSAS07（UTC12）                                                        | 再放送   |                                              |
| 00  | 09  | 20〜39 | FSAS09（UTC12） 地上気圧､降水量96時間予想（アジア）                    |          |                                              |
| 00  | 09  | 40〜59 | FSAS12（UTC12） 地上気圧､降水量96時間予想（アジア）                    |          |                                              |
| 01  | 10  | 03〜10 | テストチャート                                                         |          |                                              |
| 01  | 10  | 10〜29 | 静止気象衛星雲写真（UTC00）                                            |          |                                              |
| 01  | 10  | 30〜49 | STPN                                                                   | 再放送   |                                              |
| 01  | 10  | 30〜49 | FIOH（UTC00）                                                          | 再放送   |                                              |
| 01  | 10  | 50〜09 | WTAS12（UTC00）                                                        |          | 台風時                                       |
| 02  | 11  | 10〜29 | SOPQ 北西太平洋海流・表層水温実況                                      |          | 毎週火曜日及び金曜日                         |
| 02  | 11  | 29〜40 | 電波予報                                                               |          | 毎月20日及び21日                             |
| 02  | 11  | 40〜59 | ASAS（UTC00）                                                          |          |                                              |
| 03  | 12  | 00〜19 | COPQ1 北西太平洋海面水温実況                                           |          | 毎週火曜日及び金曜日                         |
| 03  | 12  | 20〜39 | ASAS（UTC00）                                                          | 再放送   |                                              |
| 03  | 12  | 40〜59 | JMH放送スケジュール                                                    |          |                                              |
| 04  | 13  | 00〜19 | WTAS12（UTC00）                                                        | 再放送   | 台風時                                       |
| 04  | 13  | 21〜40 | AWPN（UTC00）                                                          |          |                                              |
| 04  | 13  | 40〜59 | AWJP（UTC00）                                                          |          |                                              |
| 04  | 13  | 59〜18 | AUAS50（UTC00）                                                        |          |                                              |
| 05  | 14  | 18〜37 | AUAS85（UTC00）                                                        |          |                                              |
| 05  | 14  | 37〜48 | FUFE502（UTC00）                                                       |          |                                              |
| 05  | 14  | 37〜48 | FSFE02                                                                 |          |                                              |
| 05  | 14  | 48〜07 | FSAS24（UTC00）                                                        |          |                                              |
| 06  | 15  | 30〜49 | FSAS04（UTC00）                                                        |          |                                              |
| 06  | 15  | 30〜49 | FSAS07（UTC00）                                                        |          |                                              |
| 06  | 15  | 51〜10 | FWPN（UTC00）                                                          |          |                                              |
| 07  | 16  | 10〜29 | 静止気象衛星雲写真（UTC06）                                            |          |                                              |
| 07  | 16  | 30〜49 | FWJP（UTC00）                                                          |          |                                              |
| 07  | 16  | 50〜09 | WTAS12（UTC06）                                                        |          | 台風時                                       |
| 08  | 17  | 09〜20 | FUFE503（UTC00）                                                       |          |                                              |
| 08  | 17  | 09〜20 | FSFE03                                                                 |          |                                              |
| 08  | 17  | 20〜39 | FSAS48（UTC00）                                                        |          |                                              |
| 08  | 17  | 40〜59 | ASAS（UTC06）                                                          |          |                                              |
| 09  | 18  | 00〜19 | WTAS12（UTC06）                                                        | 再放送   | 台風時                                       |
| 09  | 18  | 20〜39 | ASAS（UTC06）                                                          | 再放送   |                                              |
| 09  | 18  | 40〜59 | FSAS04（UTC00）                                                        | 再放送   |                                              |
| 09  | 18  | 40〜59 | FSAS07（UTC00）                                                        | 再放送   |                                              |
| 10  | 19  | 00〜19 | FSAS48（UTC00）                                                        | 再放送   |                                              |
| 10  | 19  | 19〜38 | STPN（海氷 / 結氷期）                                                  |          | 毎週火曜日及び金曜日                         |
| 10  | 19  | 19〜38 | FIOH（UTC00） 海氷24・48・72・96・120・144・168・192時間予想（結氷期） |          | 毎週日曜日、月曜日、水曜日、木曜日及び土曜日 |
| 10  | 19  | 40〜59 | FSAS24（UTC00）                                                        | 再放送   |                                              |
| 11  | 20  | 00〜19 | AWPN（UTC00）                                                          | 再放送   |                                              |
| 11  | 20  | 19〜38 | AWJP（UTC00）                                                          | 再放送   |                                              |
| 11  | 20  | 40〜59 | FWPN（UTC00）                                                          | 再放送   |                                              |
| 12  | 21  | 20〜39 | FWPN07（UTC00）                                                        |          |                                              |
| 12  | 21  | 40〜51 | FXFE572（UTC00）                                                       |          |                                              |
| 12  | 21  | 40〜51 | FXFE782                                                                |          |                                              |
| 12  | 21  | 51〜02 | FXFE573（UTC00）                                                       |          |                                              |
| 12  | 21  | 51〜02 | FXFE783                                                                |          |                                              |
| 13  | 22  | 03〜10 | テストチャート                                                         |          |                                              |
| 13  | 22  | 10〜29 | 静止気象衛星雲写真 （UTC12）                                           |          |                                              |
| 13  | 22  | 30〜49 | FWJP（UTC00）                                                          | 再放送   |                                              |
| 13  | 22  | 50〜09 | WTAS12（UTC12）                                                        |          |                                              |
| 14  | 23  | 20〜39 | SOPQ                                                                   | 再放送   | 毎週火曜日及び金曜日                         |
| 14  | 23  | 40〜59 | ASAS（UTC12）                                                          |          |                                              |

## 海上保安庁の気象通報
海上保安庁は、海上保安庁法第5条第23号に基づき灯台その他の航路標識の附属の設備で気象観測して船舶気象通報を発表しており、無線電話、テレホンサービス、インターネットなどで情報提供されている。2016年9月30日をもって、無線電話による船舶気象通報が廃止された。

## 日本国外の気象通報
韓国でもKBS第1ラジオで4時42分から気象通報が送信されている。日本でも一部地域で受信可能であり、KBSのインターネット放送でも聴取できる。韓国に加え、日本の各地の気象も送信される（ただし一部省略）。ラジオファクシミリで気象通報（情報）の提供もおこなっている。
- NOAA 海洋大気庁（下部組織の国立気象局が提供する海洋気象サービスを沿岸警備隊が送信している）

| 送信局                                  | 担当地域                                     | コールサイン | 送信出力 | 周波数（kHz） | UTC          | RPM | IOC |
| --------------------------------------- | -------------------------------------------- | ------------ | -------- | ------------- | ------------ | --- | --- |
| ボストン局[21] （マサチューセッツ州）   | 北西大西洋                                   | NMF          | 4kw      | 6340.5        | 00:00〜24:00 | 120 | 576 |
| ボストン局[21] （マサチューセッツ州）   | 北西大西洋                                   | NMF          | 4kw      | 9110          | 00:00〜24:00 | 120 | 576 |
| ボストン局[21] （マサチューセッツ州）   | 北西大西洋                                   | NMF          | 4kw      | 4235          | 2:30〜10:39  | 120 | 576 |
| ボストン局[21] （マサチューセッツ州）   | 北西大西洋                                   | NMF          | 4kw      | 12750         | 14:00〜22:39 | 120 | 576 |
| ニューオーリンズ局[22] （ルイジアナ州） | メキシコ湾、カリブ海 熱帯大西洋 熱帯東太平洋 | NMG          | 4kw      | 4317.9        | 0:00〜24:00  | 120 | 576 |
| ニューオーリンズ局[22] （ルイジアナ州） | メキシコ湾、カリブ海 熱帯大西洋 熱帯東太平洋 | NMG          | 4kw      | 8503.9        | 0:00〜24:00  | 120 | 576 |
| ニューオーリンズ局[22] （ルイジアナ州） | メキシコ湾、カリブ海 熱帯大西洋 熱帯東太平洋 | NMG          | 4kw      | 12789.9       | 0:00〜24:00  | 120 | 576 |
| ニューオーリンズ局[22] （ルイジアナ州） | メキシコ湾、カリブ海 熱帯大西洋 熱帯東太平洋 | NMG          | 4kw      | 17146.4       | 12:00〜20:45 | 120 | 576 |
| コディアック局[23] （アラスカ州）       | 北東、北太平洋                               | NOJ          | 4kw      | 2054          | 00:00〜24:00 | 120 | 576 |
| コディアック局[23] （アラスカ州）       | 北東、北太平洋                               | NOJ          | 4kw      | 4298          | 00:00〜24:00 | 120 | 576 |
| コディアック局[23] （アラスカ州）       | 北東、北太平洋                               | NOJ          | 4kw      | 8459          | 00:00〜24:00 | 120 | 576 |
| コディアック局[23] （アラスカ州）       | 北東、北太平洋                               | NOJ          | 4kw      | 12412.5       | 00:00〜24:00 | 120 | 576 |
| Pt.レイエス[24] （カリフォルニア州）    | 北太平洋 熱帯東太平洋                        | NMC          | 4kw      | 8682          | 0:00〜24:00  | 120 | 576 |
| Pt.レイエス[24] （カリフォルニア州）    | 北太平洋 熱帯東太平洋                        | NMC          | 4kw      | 12786         | 0:00〜24:00  | 120 | 576 |
| Pt.レイエス[24] （カリフォルニア州）    | 北太平洋 熱帯東太平洋                        | NMC          | 4kw      | 17151.2       | 0:00〜24:00  | 120 | 576 |
| Pt.レイエス[24] （カリフォルニア州）    | 北太平洋 熱帯東太平洋                        | NMC          | 4kw      | 4346          | 1:40〜16:08  | 120 | 576 |
| Pt.レイエス[24] （カリフォルニア州）    | 北太平洋 熱帯東太平洋                        | NMC          | 4kw      | 22527         | 18:40〜23:56 | 120 | 576 |
| ホノルル局[25] （ハワイ州）             | 中部、南東、北太平洋                         | KVM70        | 4kw      | 11090         | 0:00〜24:00  | 120 | 576 |
| ホノルル局[25] （ハワイ州）             | 中部、南東、北太平洋                         | KVM70        | 4kw      | 9982.5        | 5:19〜15:56  | 120 | 576 |
| ホノルル局[25] （ハワイ州）             | 中部、南東、北太平洋                         | KVM70        | 4kw      | 16135         | 17:19〜03:56 | 120 | 576 |
- オーストラリア 国立気象局

| 送信局                                    | 担当地域                      | コールサイン | 送信出力 | 周波数（kHz） | UTC          | RPM | IOC | 受信対象地域                                         |
| ----------------------------------------- | ----------------------------- | ------------ | -------- | ------------- | ------------ | --- | --- | ---------------------------------------------------- |
| チャールビル局[26] （クイーンズランド州） | メルボルンNMOC ダーウィンRSMC | VMC          | 1kw      | 5100          | 0:00〜24:00  | 120 | 576 | 北緯10度以南 東経70度から西経150度までの地域         |
| チャールビル局[26] （クイーンズランド州） | メルボルンNMOC ダーウィンRSMC | VMC          | 1kw      | 11030         | 0:00〜24:00  | 120 | 576 | 北緯10度以南 東経70度から西経150度までの地域         |
| チャールビル局[26] （クイーンズランド州） | メルボルンNMOC ダーウィンRSMC | VMC          | 1kw      | 13920         | 0:00〜24:00  | 120 | 576 | 北緯10度以南 東経70度から西経150度までの地域         |
| チャールビル局[26] （クイーンズランド州） | メルボルンNMOC ダーウィンRSMC | VMC          | 1kw      | 2628          | 09:00〜19:00 | 120 | 576 | 北緯10度以南 東経70度から西経150度までの地域         |
| チャールビル局[26] （クイーンズランド州） | メルボルンNMOC ダーウィンRSMC | VMC          | 1kw      | 20469         | 19:00〜09:00 | 120 | 576 | 北緯10度以南 東経70度から西経150度までの地域         |
| ウィルナ局[27] （ワシントン州）           | 北緯25度 東経・西経150度間    | VMW          | 1kw      | 7535          | 0:00〜24:00  | 120 | 576 | 北緯25度から南緯25度 東経75度から西経180度までの地域 |
| ウィルナ局[27] （ワシントン州）           | 北緯25度 東経・西経150度間    | VMW          | 1kw      | 10555         | 0:00〜24:00  | 120 | 576 | 北緯25度から南緯25度 東経75度から西経180度までの地域 |
| ウィルナ局[27] （ワシントン州）           | 北緯25度 東経・西経150度間    | VMW          | 1kw      | 15615         | 0:00〜24:00  | 120 | 576 | 北緯25度から南緯25度 東経75度から西経180度までの地域 |
| ウィルナ局[27] （ワシントン州）           | 北緯25度 東経・西経150度間    | VMW          | 1kw      | 5755          | 11:00〜21:00 | 120 | 576 | 北緯25度から南緯25度 東経75度から西経180度までの地域 |
| ウィルナ局[27] （ワシントン州）           | 北緯25度 東経・西経150度間    | VMW          | 1kw      | 18060         | 21:00〜11:00 | 120 | 576 | 北緯25度から南緯25度 東経75度から西経180度までの地域 |
- ニュージーランド 国家気象局[28]

| NZST  | JST   | 放送内容                                                             | 周波数（kHz）    |
| ----- | ----- | -------------------------------------------------------------------- | ---------------- |
| 1:33  | 21:33 | 0:00 沿岸レポート、ニュージーランド沿岸の航行警報、概要、予報、警報  | 2207、4146、6224 |
| 3:03  | 23:03 | NAVAREA XIV（南方公海域）発令中の海洋、航行、気象警報の概要と予報    | 6224、12356      |
| 3:33  | 23:33 | 3:03の再放送                                                         | 8297、16531      |
| 5:33  | 1:33  | 3:00 沿岸レポート、ニュージーランド沿岸の航行警報、概要、予報、警報  | 2207、4146、6224 |
| 8:03  | 4:03  | 6:00 海運沿岸レポート                                                | 2207、4146、6224 |
| 9:03  | 5:03  | NAVAREA XIV（太平洋公海域）発令中の海洋、航行、気象警報の概要と予報  | 6224、12356      |
| 10:03 | 6:03  | 9:03の再放送                                                         | 8297、16531      |
| 12:03 | 8:03  | 9:00 海運沿岸レポート                                                | 2207、4146、6224 |
| 13:33 | 9:33  | 12:00 沿岸レポート、ニュージーランド沿岸の航行警報、概要、予報、警報 | 2207、4146、6224 |
| 15:03 | 11:03 | NAVAREA XIV（南方公海域）発令中の海洋、航行、気象警報の概要と予報    | 6224、12356      |
| 15:33 | 11:33 | 15:03の再放送                                                        | 8297、16531      |
| 17:33 | 13:33 | 15:00 沿岸レポート、ニュージーランド沿岸の航行警報、概要、予報、警報 | 2207、4146、6224 |
| 20:03 | 16:03 | 18:00 海運向け沿岸レポート                                           | 2207、4146、6224 |
| 21:03 | 17:03 | NAVAREA XIV（太平洋公海域）発令中の海洋、航行、気象警報の概要と予報  | 6224、12356      |
| 22:03 | 18:03 | 21:03の再放送                                                        | 8297、16531      |